# 水仙电器
上海水仙电器股份有限公司（老三板：400008/420008，简称：水仙A5/水仙B5；上交所除牌前：600625/900931，简称：PT水仙/PT水仙B）是上海市的一个家电企业，其前身是创建于1980年的上海洗衣机总厂。

## 历史
1980年，上海洗衣机总厂成立，當時該廠由求精机械厂、江南洗农机厂、吴松五金厂等单位联合组成。旗下有水仙牌洗衣機。1992年，上海洗衣机总厂改制为上海水仙电器股份有限公司，其主要产品以清洁类家电和燃气具为主。1993年1月6日，水仙在上海A股市场上市。1994年11月10日，水仙又在上海B股市场上市。在1990年初期，水仙电器的洗衣机年销量一度超过120万台，市场占有率超过12%。然而1990年代中期开始，由于竞争激化，水仙电器陷入经营困难。1999年，水仙电器因连续2年亏损而被ST，次年又被PT。2001年，水仙电器因连续4年亏损而被上海证券交易所勒令退市，成为中国股票史上第一家退市的公司。
退市后，2001年12月10日起，公司股份进入代办股份转让系统交易，此后于2013年9月，进入全国股份转让系统退市公司板块挂牌交易。

## 外部鏈接
- 官方网站